# 중앙로 (파주시)
중앙로(Jungang-ro)는 경기도 파주시 조리읍 봉일천사거리 에서 파주시 금촌동 금촌역교차로까지 연결하는 도로이다.

## 주요 경유지
경기도
- 파주시 (금촌동 . 월롱면)

## 노선
| 이름                      | 접속 노선                        | 소재지 | 소재지 | 비고 |
| ------------------------- | -------------------------------- | ------ | ------ | ---- |
| 봉일천사거리              | 국도 제1호선 (통일로)            | 파주시 | 조리읍 |      |
| 말레이지아교앞 교차로(남) | 봉천로                           | 파주시 | 조리읍 |      |
| 고산교                    |                                  | 파주시 | 조리읍 |      |
| 말레이지아교앞 교차로(북) | 국가지원지방도 제56호선 (파주로) | 파주시 | 조리읍 |      |
| 금촌 교차로               | 17호선 평택파주고속도로 학령로   | 파주시 | 금촌동 |      |
| 금촌제1광장 교차로        | 황골로 금릉이길                  | 파주시 | 금촌동 |      |
| 시청앞사거리              | 시청로                           | 파주시 | 금촌동 |      |
| 금촌역 교차로             | 새꽃로                           | 파주시 | 금촌동 |      |

## 주요 건물 및 시설
- GS칼텍스 신흥주유소 (중앙로 68/금릉동 6-1)
- SK에너지 서경주유소 (중앙로 90/금릉동 23-2)
- 파주스타디움 (중앙로 160/금릉동 186-5)
- SK텔레콤 은애정보통신 (중앙로 237/금촌동 777-14)
- 한국농어촌공사 파주지사 (중앙로 240/금촌동 778)
- 투썸플레이스 파주시청사사거리점 (중앙로 256/금촌동 769-14)
- CU 금촌평화점 (중앙로 276/금촌동 768-17)
- IBK기업은행 파주지점 (중앙로 328/금촌동 329-158)
- KB국민은행 파주종합금융센터 (중앙로 328/금촌동 329-158)
- 메가박스 파주금촌 (중앙로 328/금촌동 329-158)